# S.O.S. – Charterboot
S.O.S. – Charterboot (Originaltitel: Riptide) ist eine australische Fernsehserie mit 26 Folgen, die 1969 erstmals ausgestrahlt wurden.

## Handlung
Moss Andrews wird von allen nur „Amerikaner“ genannt, obwohl es schon einige Jahre her ist, dass er als US-Amerikaner nach Australien gekommen ist. Eigentlich war er ein erfolgreicher Geschäftsmann in seinem Heimatland, aber als seine Frau bei einem Autounfall ums Leben gekommen war, überquerte er den Ozean alleine mit seiner Yacht „Safari“ und ist dann einfach in Australien geblieben.
Das Ziel Australien war aber kein Zufall, denn dort ist sein Schwiegervater Barney im Norden von Sydney der Inhaber des Unternehmens „Charterboot“ und steht kurz vor der Pleite. Mit Hilfe von Moss Andrews, dem Studenten Neal Winton und der „Safari“ können jedoch die Geschäfte fortgeführt werden. Im Wesentlichen bestehen diese aus Angelfahrten für Geschäftsleute aus Sydney, aber im Wasser treiben sich auch zwielichtige Personen herum, und Moss Andrews ist jemand, der nicht die Augen vor Dingen verschließt, die eigentlich nur die Polizei etwas angehen sollten.

## Folgen
Alle 26 von Ralph Smart produzierten und von Kameramann Carl Kayser fotografierten Folgen wurden 1968 gedreht und 1969 vom australischen Sender Seven Network ausgestrahlt.
Die deutsche Erstausstrahlung begann am 8. Januar 1972 im ZDF in Konkurrenz zur Sportschau am Samstag, umfasste bis zum Mai aber nur 20 Folgen und in vom Original abweichender Reihenfolge. Synchronisiert wurden die Folgen in den Alster-Studios in Hamburg unter der Regie von Kurt E. Ludwig, Ingeborg Grunewald und Erich Ebert. Der deutsche Synchronsprecher von Ty Hardin war Horst Stark. Die restlichen sechs Folgen liefen erst 1996 beim Regionalsender TV.München.
| Folge | Originaltitel             | Deutscher Episodentitel             | Erstausstrahlung (Australien) | Erstausstrahlung (Deutschland) |
| 01    | Bound from California     | In den Sturm geraten                | 6. Februar 1969               | 1996                           |
| 02    | The Dangerous Pick-Up     | Von Gangstern gejagt                | 13. Februar 1969              | 8. Januar 1972                 |
| 03    | Affair at Mangrove Creek  | Menschenjagd in Mangrove Creek      | 20. Februar 1969              | 12. Februar 1972               |
| 04    | Echoes from a Lost Valley | Das Haus im See                     | 27. Februar 1969              | 18. März 1972                  |
| 05    | Surprise, Surprise        | Ein Geschenk von Mr. French         | 6. März 1969                  | 15. Januar 1972                |
| 06    | North of the Headland     | Die Ausbrecher                      | 13. März 1969                 | 15. April 1972                 |
| 07    | The McQuade Myth          | Die Spur des McQuade                | 20. März 1969                 | 4. März 1972                   |
| 08    | The Boat that Went to Sea | Das Boot, das zur See fahren sollte | 27. März 1969                 | 1996                           |
| 09    | Jump High, Land Easy      | Die Schnorchelparty                 | 3. April 1969                 | 29. April 1972                 |
| 10    | Brethren Island           | Insel der Fanatiker                 | 10. April 1969                | 1996                           |
| 11    | One Way to Nowhere        | Mr. Ginston sammelt Teddybären      | 17. April 1969                | 29. Januar 1972                |
| 12    | To Murder a Mermaid       | Nixe in Gefahr                      | 24. April 1969                | 8. April 1972                  |
| 13    | Sharky                    | Keine Angst vor Haien               | 1. Mai 1969                   | 26. Februar 1972               |
| 14    | Daybreak Island           | Das Inselhotel                      | 8. Mai 1969                   | 1996                           |
| 15    | Turnabout                 | Die verbotene Insel                 | 15. Mai 1969                  | 1. April 1972                  |
| 16    | Dead, But Not Forgotten   | Die Rache der Rebellen              | 22. Mai 1969                  | 22. April 1972                 |
| 17    | Lend a Helping Fist       | Eine Chance für den Freund          | 29. Mai 1969                  | 19. Februar 1972               |
| 18    | Down at the Bay           | Die blinde Zeugin                   | 5. Juni 1969                  | 25. März 1972                  |
| 19    | Hagan’s Kingdom           | Hier herrscht Hagan                 | 12. Juni 1969                 | 20. Mai 1972                   |
| 20    | Game for Three Hands      | Marken, Maler und Masken            | 19. Juni 1969                 | 5. Februar 1972                |
| 21    | Good Friday Island        | Irrtum inbegriffen                  | 26. Juni 1969                 | 6. Mai 1972                    |
| 22    | Black Friday              | Schwarzer Freitag                   | 3. Juli 1969                  | 1996                           |
| 23    | Flight of the Curlew      | Wo ist Mr. Russell?                 | 10. Juli 1969                 | 13. Mai 1972                   |
| 24    | Clean Sweep               | Ritt auf der Brandung               | 17. Juli 1969                 | 11. März 1972                  |
| 25    | Chance of a Lifetime      | Eine einmalige Chance               | 24. Juli 1969                 | 1996                           |
| 26    | The Captain’s Blood       | Das Blut des Kapitäns               | 31. Juli 1969                 | 22. Januar 1972                |